# Laurent Keller
Laurent Keller (* 28. Februar 1961 in Lausanne) ist ein Schweizer Evolutionsbiologe. Er war Professor für Evolutionsökologie an der Universität Lausanne und beschäftigte sich dort mit ökologischen und evolutionären Zusammenhängen des Sozialverhaltens von Insekten, insbesondere von Ameisen.

## Werdegang
Laurent Keller studierte Biologie an der Universität Lausanne und erlangte dort 1983 den Bachelor sowie 1985 den Master of Science. 1989 wurde er ebenda im Fachbereich Zoologie zum Ph.D. promoviert. Seine Dissertation trug den Titel „Etude de quelques régulations sociales chez les fourmis et de leurs implications évolutives“ und beschäftigte sich mit dem Sozialverhalten von Ameisen und dessen evolutionären Einfluss. Im Anschluss verbrachte er zwei Jahre als Post-Doc an der Harvard University, ehe er nach Lausanne zurückkehrte und dort ab 1994 als Privatdozent tätig war. Von 1996 bis 2000 lehrte er als Assistenzprofessor am Institut für Ökologie, dessen Leitung er 1998 übernahm. Im Jahre 2000 ging dies in das neue Institut für Ökologie und Evolution über, wobei Keller auf eine ordentliche Professur für Evolutionsökologie berufen wurde und weiterhin als Institutsleiter fungiert. 2009 verbrachte er zudem ein Sabbatical an der Rockefeller University.
Seit Februar 2023 ist er nicht mehr an der Universität Lausanne tätig. Laut NZZ erhielt Keller die Kündigung, gegen die er rechtlich vorging. Ende 2023 einigten sich die Parteien auf einen aussergerichtlichen Vergleich, über den Stillschweigen vereinbart wurde.

## Forschungsschwerpunkte
Keller und seine Arbeitsgruppe befassten sich mit dem Sozialverhalten von Tieren sowie dessen ökologischen und evolutionären Auswirkungen, insbesondere am Beispiel der Ameisen, aber auch anhand anderer sozialer Insekten. Schwerpunkte bilden dabei die unterschiedliche Lebensdauer, die Arbeitsteilung, die biologische Invasion sowie die genetischen Einflüsse auf die Evolution der Insekten. Zudem existiert eine Kooperation mit dem EPFL, in der versucht wird, verhaltensbiologische Grundlagen von Ameisen in der Robotik einzusetzen.

## Auszeichnungen und Mitgliedschaften
Bereits 1990 erhielt er den Brunner-Preis für die beste naturwissenschaftliche Dissertation an der Universität Lausanne. Im Jahr 2000 wurde er mit dem Nationalen Latsis-Preis für besondere wissenschaftliche Leistungen bis zum 40. Lebensjahr geehrt. 2010 wurde er in die European Molecular Biology Organization gewählt, ehe er 2015 den Marcel-Benoist-Preis erhielt. Für 2022 wurde Keller der ASN Award for Distinguished Achievement in the Conceptual Unification of the Biological Sciences zugesprochen.
Keller ist Mitherausgeber diverser Fachmagazine, unter anderem von Biology Letters und Current Biology. Zudem ist er Mitglied der European Society for Evolutionary Biology und steht ihr von 2015 bis 2017 als Präsident vor. Bereits von 1994 bis 1997 fungierte er darüber hinaus als Präsident der Swiss Zoological Society.

## Veröffentlichungen
Kellers Veröffentlichungen umfassen über 300 Fachartikel sowie folgende drei Bücher:
- Queen Number and Sociality in Insects. Oxford University Press, Oxford, 1993, ISBN 978-0-19-854057-1. (Herausgeberschaft)
- Levels of Selection in Evolution. Princeton University Press, Princeton, 1999, ISBN 0-691-00703-9. (Herausgeberschaft)
- The lives of ants. L. Keller & E. Gordon, Oxford University Press, Oxford, 2010, ISBN 978-0-19-954187-4.